# Edgar Herzog
Edgar Friedrich Herzog (* 24. Dezember 1891 in Berlin; † 3. April 1973 in München) war ein deutscher Psychotherapeut und Individualpsychologe.

## Leben
Herzog promovierte im Jahre 1922 an der Universität Leipzig mit der Dissertation „Benjamin Disraeli, Earl of Beaconsfield, als Imperialist“. Er war dann als Lehrer und Erzieher an der Dresdner Landesschule tätig, bis er 1934 wegen seiner Opposition gegen den Nationalsozialismus aus der Beamtenlaufbahn ausscheiden musste. 1943 heiratete er die Psychotherapeutin Johanna Dürck. Von Gustav Schmaltz wurde Herzog in die Jungsche Psychologie eingeführt.
Auf dem im März 1935 in Bad Nauheim stattfindenden, von der Internationalen allgemeinen ärztlichen Gesellschaft für Psychotherapie unter Carl Gustav Jung und der Deutschen allgemeinen ärztlichen Gesellschaft für Psychotherapie geleiteten 7. Kongress für Psychotherapie nannte Herzog als deren Ziel die „Wiedereinordnung des seelisch Erkrankten in die Volksgemeinschaft zu kraftvoller Mitarbeit, also der gesunde Mensch im gesunden Volke“. Zudem war Herzog während der Zeit des Nationalsozialismus Mitarbeiter am Deutschen Institut für psychologische Forschung und Psychotherapie und vertrat zusammen mit Fritz Künkel die Individualpsychologen. Er verfasste regelmäßig Beiträge für die von u. a. Eduard Spranger und Wilhelm Flitner herausgegebene pädagogische Zeitschrift „Die Erziehung“.
Nach dem Zweiten Weltkrieg wirkte Herzog als Ausbildungsleiter am Münchener Institut für Psychologische Forschung und Psychotherapie. Er und seine Frau verschafften dem nach seiner Entlassung in der BRD repatriierten Karlfried Graf Dürckheim zusammen mit dessen Freundin Maria Hippius wieder Anschluss an psychotherapeutische Kreise. Später hielt Edgar Herzog auch Vorlesungen am Carl Gustav Jung-Institut in Küsnacht.
Zusammen mit seiner Frau Johanna Herzog-Dürck entwickelte er die wissenschaftlichen Grundlagen einer Personalen Psychotherapie, deren Kennzeichen es ist, in den neurotischen Erkrankungen die Konflikte des Menschen mit den Grundbedingungen seiner Existenz zu erfassen.
Größeren Widerhall fand er mit seinem 1960 veröffentlichten Werk „Psyche und Tod. Wandlungen des Todesbildes im Mythos und in den Träumen heutiger Menschen“, auf Englisch erschienen unter dem Titel „Psyche and Death: Death-Demons in Folklore, Myths, and Modern Dreams“, das auf Münchener Vorlesungen und Vorlesungen am C. G. Jung-Institut basierte.

## Publikationen (Auswahl)
- Benjamin Disraeli, Earl of Beaconsfield, als Imperialist, Dissertation, Universität Leipzig, 1922
- Erziehungsschwierigkeiten im Schulalter, Triltsch, Würzburg, 1940
- Persönlichkeitsprobleme des Lehrers in der Erziehung, Kaiser, München, 1952
- Psyche und Tod. Wandlungen des Todesbildes im Mythos und in den Träumen heutiger Menschen, Rascher, Zürich, 1960
- Psyche and Death: Death-Demons in Folklore, Myths, and Modern Dreams, Hodder and Stoughton, London, 1966